# گرندبری کراس‌رودز (آلاباما)
گرندبری کراس‌رودز (به انگلیسی: Grandberry Crossroads) یک منطقهٔ مسکونی در ایالات متحده آمریکا است که در آلاباما واقع شده‌است. گرندبری کراس‌رودز ۹۵٫۱ متر بالاتر از سطح دریا واقع شده‌است.